# Volkerode (Turyngia)
Volkerode – miejscowość i gmina w środkowych Niemczech, w kraju związkowym Turyngia, w powiecie Eichsfeld, wchodzi w skład wspólnoty administracyjnej Ershausen/Geismar.